# Rootes Group
The Rootes Group eller Rootes Motors Limited var en britisk bilproducent og forhandler af motorkøretøjer. Virksomheden blev oprindeligt stiftet i 1913 af William Rootes som forhandler af biler og motorer. Sammen med broren Reginald Rootes udviklede virksomheden sig op igennem 1920'erne til at blive Storbritanniens største bilhandler. I 1928 købte Rootes-brødrene en kontrollerende andel af den britiske bilproducent Hillman Motor Car Company Limited og i de følgende år købte brødrene yderligere en række britiske bilproducenter: Humber, Singer, Sunbeam, Talbot, Commer og Karrier.
På sit højdepunkt i 1960 var Rootes Storbritanniens næststørste producent af køretøjer, kunder overgået af British Motor Corporation (BMC). Rootes havde fabrikker i The Midlands i Coventry og Birmingham, i det sydlige England ved Acton, Luton og Dunstable, og en helt ny fabrik i Linwood i Renfrewshire i det vestlige Skotland. Rootes Group havde tillige samlefabrikker i ni lande uden for Storbritannien og egne lokale distributions- og servicevirksomheder i London, Kent, Birmingham og Manchester. Gruppens hovedkontor var placeret i Devonshire House på Piccadilly i London. 
I løbet af 1960'erne oplevede Rootes Group økonomiske problemer. Virksomheden var underkapitaliseret, og var plaget af produktionsproblemer på fabrikkerne spredt over Storbritannien, herunder en række strejker på fabrikkerne. Forsøget på at udvikle en kompakt minibil, der skulle konkurrere med BMC's succesfulde Mini, Hillman Imp, mislykkedes, og fra 1964 blev Rootes gradvist overtaget af den amerikanske bilproducent Chrysler Corporation, der overtog kontrollen fra Rootes-familien i 1967. I 1970 udgik Rootes-navnet og virksomheden blev herefter til Chrysler United Kingdom. Chrysler oplevede selv problemer med sine europæiske aktiviteter og solgte i 1978 de sidste aktiviteter i Chrysler UK til Peugeot og Renault.

## Historie

### Grundlæggelse som forhandler af biler
Rootes blev grundlagt i 1913 i den lille Hawkhurst i Kent af William Rootes som en forhandler af biler. William fik hjælp af sin bror Reginald, der var uddannet revisor, og de to stiftede Rootes Limited og flyttede i 1914 virksomheden Maidstone. Udover salg af biler havde Rootes Limited også værksteder og service, ligesom virksomheden reparerede og fremstillede dele til flymotorer. Virksomheden udviklede sig hurtigt og efter 1. verdenskrig genoptog Rootes salg af biler og varevogne og udvidede aktiviteterne til også at omfatte London og andre dele af landet. Rootes fik bl.a. distribution af Austin og var allerede i 1924 den største distributør af biler og lastbiler i Storbritannien.

### Opkøb af bilproducenter
Rootes ønskede imidlertid at udvide virksomheden til også at omfatte bilproduktion. I 1928 købte Rootes den britiske bilproducent Hillman Motor Car Company Limited og året efter Humber Limited og Commercial Cars Limited. Rootes lagde fabrikkerne sammen, hvilket skabte stordriftsfordele og mulighed for at udvikle en serie af biler, Hillmann Minx, Humber 12 og den større Hillman Wizard, der blev introduceret i begyndelsen af 1930'erne. Særlig Hillman Minx blev en succes, og blev produceret i 40 år i opdaterede varianter. 
I 1934 overtog Rootes den fransk-britiske producent STD (Sunbeam-Talbot-Darracq), der var kommet i økonomiske problemer efter Wall Street-krakket. Rootes producerede herefter biler under mærkerne Sunbeam og Talbot, ligesom de også overtog Karrier Motors Limited 1934 og busproducenter Commer og karrosseriproducenten British Light Steel Pressings Limited. Rootes fortsatte tillige sin virksomhed som forhandler af andre mærker, herunder Rolls-Royce og Daimler, hvilket gav dem status af kongelig hofleverandør.

### Tiden under 2. verdenskrig og i de første år efter krigen
Med udbruddet af 2. verdenskrig blev Rootes som de fleste andre britiske bilfabrikanter pålagt at bidrage til produktion af militærmateriel. For at imødekomme efterspørgslen på produktionskapacitet åbnede Rootes "skyggefabrikker" (fabrikker til aflastning af de oprindelige producenter) nær Coventry og Liverpool, hvor de producerede bombeflyene Bristol Blenheim og bombefly, Handley Page Halifax, ligesom der på Rootes' fabrikker blev fremstillet Merlin-motorer, repareret og vedligeholdt store mængder af kampfly og militærkøretøjer. Bilproduktionen blev fordoblet fra 50.000 til 100.000 køretøjer og biler fra bl.a. Humber og lastbiler og busser fra Commer blev i vidt omfang leveret til den britiske hær. Den britiske feltmarskal Bernard Montgomery lod sig transportere i en Humber Snipe fra Rootes Group. 
William Rootes blev af den britiske regering bedt om at lede genopbygningen af Coventry efter at den tyske blitz havde ødelagt store dele af byen i november 1940. For sin indsat med genopbygningen blev William Rootes hædret ved at blive slået til ridder som William Rootes, 1st Baron Rootes. 
Rootes spillede en væsentlig rolle i den britiske militærproduktion under krigen. Et ud af syv bombefly produceret under krigen blev fremstillet på Rootes' fabrikker, der også producerede 60% af panserkøretøjerne og 30% af de lette køretøjer. Der blev bygget over 20.000 flymotorer og samlet mere end 20.000 køretøjer leveret fra USA under det amerikanske lend-lease program. Yderligere reparerede og servicerede Rootes over 20.000 flymotorer og reparerede over 12.000 køretøjer. Før krigen var der 17.000 ansatte på Rootes fabrikker, men ved krigens afslutning beskæftigede Rootes næsten en halv million mennesker. 
Ved krigens afslutning fik Rootes lejlighed til at inspicere de tyske Volkswagen-fabrikker i Wolfsburg for at vurdere, om de var værd at overtage som led i Tysklands krigsskadeerstatninger. William Rootes vurderede dog (lige som Ford), at Volkswagens fabrikker og deres Folkevogn var værdiløse. 
I de første år efter krigen forsøgte Rootes at udbygge sine eksportmarkeder og åbnede samlefabrikker i Australien og i Mellemøsten og Iran, ligesom Rootes købte sig ind i det indiske Automobile Products of India. I 1947 åbnede Rootes kontor i New York, Rootes Motor, Inc., der stod for importen af Rootes' køretøjer til USA. 1949 skiftede selskabet navn fra Rootes Securities Limited navn til Rootes Motors Limited og selskabet blev noteret på London Stock Exchange, men Rootes-familien beholdt kontrollen med selskabet.

### 1950'erne: Opkøb og nye modeller
I 1950 opkøbte Rootes Group Tilling-Stevens Limited og dets datterselskab Vulcan Motor, der fremstillede lastbiler og busser. Ekspansionen fortsatte med åbning af Rootes Motors Canada i Toronto i 1951 og i de følgende år åbnede Rootes' kontorer i bl.a. Sydamerika og Sydafrika og New Zealand.
Rootes Group udviklede i begyndelsen af 1950'erne den revolutionerende og robuste TS3-dieselmotor, der blev benyttet i bl.a. busser og lastbiler fra Commer, Karrier og Vulcan. TS3-motoren var en horisontal tre-cylindret totakts dobbeltstempelmotor, der også blev tilpasset i en benzinudgave til brug i Humber Super Snipe. 
I 1956 opkøbte Rootes Singer Motors Limited, hvor William Rootes oprindeligt havde stået i lære fra 109 til 1913. Singer var ved overtagelsen i økonomiske vanskeligheder og med et forældet produktprogram. Rootes Group var kendt for at dele platform på tværs af sine mærker, og fik hurtigt udviklet en mere luksuriøs variant af Hillman Minx, der blev solgt som Singer Gazelle. Under Rootes' ejerskab blev Singer-bilerne solgt som dyrere og mere eksklusive udgaver af Hillman-mærkets mindre modeller. 
Op igennem 1950'erne steg salget løbende og Rootes bil- og lastbilmærker fik ry for at være kvalitetsmærker. Rootes byggede en ny lastbilfabrik i Dunstable i Bedfordshire for at kunne følge med efterspørgslen. Salget på eksportmarkederne voksede og Rootes fik opbygget et stor forhandler netværk i USA, der bidrog godt til indtjeningen. 
Rootes lod i 1950'erne designeren Raymond Loewy fra Studebaker arbejde med Rootes' modeller, hvilket bl.a. gav sig udslag i Rootes Audax-serie af biler fra 1956, der fik et mere moderne - og mere amerikansk - udtryk. 
Ved slutningen af 1950'erne var Rootes' personbiler centreret om de store Humber-biler, de lidt mindre Sunbeams og de mindre Hillman-biler, der ved Rootes' overtagelse havde bygget større modeller. Suez-krigen i 1956 havde medført en oliekrise og forbrugerne i Storbritannien og i Europa skiftede præference til mindre og mere kompakte biler. Rootes var "kun" nr. 2 i Storbritannien efter British Motor Corporation, der mærkerne Austin og Morris solgte mange mindre biler og med introduktionen af sin revolutionerende Mini i 1959 for alvor satte sig på markedet for små kompakte biler, hvor Hillman Minx hastigt tabte markedsandele i 1959. Rootes manglede en lille kompakt bil i sit produktprogram og forsøgte af overtage Standard-Triumph, der fremstillede små familiebiler under Standardmærket og roadsters under Triumph-mærket. Fusionen blev dog ikke til noget grundet personlige uoverensstemmelser mellem de to ejergrupper. 
For at modstå konkurrencen igangsatte Rootes udviklingen af en lille kompakt bil, der skulle tage kampen op mod BMC's Mini: Hillman Imp. 

### 1960'erne: Hillman Imp og problemer for Rootes
Rootes ønskede at udvide produktionen på den eksisterende fabrik i Ryton for at bygge den nye bil, der skulle redde Rootes i konkurrence med BMC's Mini. Men den britiske regering nægtede Rootes at udvide produktionen i Ryton, da regeringen ønskede at benytte industripolitik som egnsudviklingspolitik gennem udstedelse af "industrial development certificates" i forbindelse med opførelse af nye fabrikker. I stedet for at bygge den nye fabrik ved de eksisterende produktionsfaciliteter, hvor der også var adgang til erfaren arbejdskraft indenfor bilproduktion, Rootes måtte derfor i stedet lade den ny samlefabrik, Linwood, opføre i det underudviklede område Renfrewshire vest for Glasgow i Skotland, der var plaget af stor arbejdsløshed som følge af lukning af lokale skibsværfter. Der var dog ikke i området nogen erfaring med bilproduktion. Den manglende erfaring med bilproduktion viste sig hurtigt, og Hillman Imp var plaget af dårlig samlekvalitet. Udover kvalitetsproblemerne blev produktionsflow besværliggjort af, at leverandørerne af bilens komponenter befandt sig i The Midlands, hvorfor delene til bilen skulle transporteres den lange vej til Skotland, ligesom motordele skulle transporteres til fabrikken i Ryton og retur igen til Linwood efter at være blevet samlet, hvorefter den færdige bil skulle retur til Ryton. 
På trods af, at Hillman Imp på mange måder var nyskabende, var den ikke færdigudviklet, da den blev sendt på markedet. Udover kvalitetsproblemer, brød køberne sig heller ikke om bilens udseende og design med hækmotor. De to første år efter introduktionen i 1963 gik salget acceptabelt, men herefter dalede salget. 
Rootes havde dog i begyndelsen af 1960'erne flere andre problemer end den fejlslagne Imp. I 1961 strejkede medarbejderne i Rootes' karrosserifabrik i London, hvilket lagde produktionen af biler død i en periode på tre måneder. Rootes overskud i 1961 faldt med 85% i forhold til året før, samtidig med, at Rootes kunne se, at konkurrenterne sendt nye små modeller på markedet, der faldt i forbrugernes smag, såsom Fords Anglia og BMC's Austin/Morris 1100, alt imens udviklingen af Imp'en blev forsinket.
Salget af Hillman Minx og sportsvognen Sunbeam Alpine var fortsat tilfredsstillende, men strejken i 1961 og de økonomiske problemer med fabrikken i Linwood i Skotland gav i 1962 stort underskud for Rootes. I 1963 var Rootes også økonomisk underdrejet uden kapital til at udvikle nye modeller og med underskud også med den nye Imp, havde Rootes brug for ny kapital. 

### Gradvist salg til Chrysler og afvikling
To af de tre store amerikanske motorproducenter, General Motors og Ford havde i mange år været stærkt repræsenteret i Europa. Den tredje store amerikanske producent, Chrysler var først i 1958 søgt mod Europa med køb af 15% af den franske producent Simca. Chrysler ønskede imidlertid at ekspandere i Europa og overtog i 1963 kontrollen med Simca og købte sig samme år ind i spanske Barreiros og græske FARCO. Chrysler havde i 1962 forgæves forsøgt at købe sig ind i britiske Leyland Motors, men så en mulighed for at komme ind på det britiske marked gennem et køb af en del af aktierne i Rootes. 
Chrysler købte i 1964 i første omgang 30 % af aktierne med stemmeret og 50 % af de stemmeløse aktier i Rootes. Herefter blev samarbejdet mellem Chrysler og Rootes intensiveret. Rootes' mærker Commer og Karrier udgik og blev nu i stedet solgt under Chryslers Dodge-mærke. William Rootes fratrådte som formand for Rootes i 1964 kort før sin død, og broderen Regianald overtog som formand i nogle år, indtil William Rootes' søn, William Geoffrey Rootes, overtog som formand. 
Efter at have opnået tilladelse fra den britiske regering overtog Chrysler i 1967 aktiemajoriteten i Rootes Group.   Kort efter blev Humber-mærket opgivet. I 1970 blev Rootes'-navnet opgivet og selskabet blev til Chrysler Europe.  Samme år blev Singer-mærket opgivet, og Chrysler Europe solgte nu sine britiske modeller alene under mærkerne Sunbeam-Talbot og Hillman. 
Den første bil, som Chrysler sendte på markedet efter overtagelsen af Rootes, var Hillman Avenger fra 1970. Bilen blev en stor succes på det britiske marked, hvor den bl.a. konkurrerede med Morris Marina, Ford Escort og Vauxhall Viva. Bilen blev også eksporteret til USA, hvor den blev solgt som Plymouth Cricket, men blev taget af det nordamerikanske marked efter blot to år. 
Oliekrisen i 1973 blev et hårdt slag mod Chrysler i både USA og Europa. Chrysler led enorme tab, og den britiske regering måtte indskyde 125 mio. pund for at undgå omfattende lukninger af fabrikker og fyringer på Chryslers fabrikker i Storbritannien. Chrysler UK solgte alene familiebilerne Hillman Avenger (fra 1970) og Hillman Hunter (fra 1966) og Imp’en der imidlertid solgte skuffende i konkurrencen med bl.a. Fiat 127 og Renault 5. 
Chrysler Europe arbejdede i begyndelsen af 1970’erne med udvikling af to modeller, der skulle produceres på Chrysler Europes fabrikker i Storbritannien (solgt under Chrysler-mærket) og i Frankrig (solgt under Simca-mærket). Den første af de to biler, Chrysler Alpine (solgt i Kontinentaleuropa som Simca 1307/1308), blev introduceret i 1975 og blev fremstillet på fabrikken i Ryton (Simca 1307/1308 blev fremstillet i Frankrig). Den anden model var hatchbacken Chrysler Sunbeam, der kom i 1977. Chrysler Sunbeam var baseret på Hillman Avenger, og skulle afløse Imp’en, der var udgået i 1976. Udviklingen af modellen var delvist finansieret af den britiske regering for at opretholde produktionen i Linwood-fabrikken i Skotland. Salget af den nye Sunbeam var dog skuffende. Chrysler havde været på randen af konkurs og havde i 1978 ansat en ny koncernchef, Lee Iacocca, der som en af sine første beslutninger solgte Chrysler Europe til franske PSA for 1 dollar.

### Under PSA (1978–2007)
Da PSA (Peugeot og Citroën) overtog Chrysler Europe var der blot få rester tilbage af Rootes gamle mærker og aktiver. Hillman Hunter og Avenger var fortsat i produktion tillige med Chryslers Alpine- og Sunbeam-modeller. PSA stoppede produktionen af Hillman Hunter allerede i 1979, men modellen blev fortsat fremstillet på licens i Iran indtil 2004 under brug af noget af produktionsmateriellet, der var blevet sendt til Iran i 1979. PSA lukkede i 1981 den problematiske fabrik i Linwood i Skotland, og indstillede produktionen af Avenger. Avenger blev dog fremstillet af Chrysler i Argentina i de følgende år. Lukningen af Linwood medførte også ophør af produktionen af Chrysler Sunbeam. Chrysler Sunbeam blev dog videreført af PSA under Rootes' tidligere mærke Talbot som den fransk byggede Talbot Samba, der var baseret på Peugeot 104. Talbot Samba udgik dog hurtigt, da PSA satsede på deres nye Peugeot 205 i stedet. 
PSA fremstillede fortsat Simca-baserede modeller (Horizon, Alpine og Solara) under det genoplivede Talbot-mærke på fabrikken i Ryton. Relanceringen af Talbot-mærket var dog en fiasko og det årlige salg af Talbot faldt fra 1979 til 1984 fra 120.000 til blot 25.000 stk., samtidig med, at salget af Peugeot 205 gik strygende. PSA opgav i 1985 Talbot-mærket, og den nyudviklede Talbot Arizona blev i stedet solgt som Peugeot 309 som den første Peugeot-bil samlet på fabrikken i Ryton. Talbot-mærket blev fortsat benyttet til fremstilling i Spanien og Finland af de ældre modeller Alpine, Solara og Samba, men produktionen af disse modeller ophørte i 1986. Det eneste Talbot-køretøj, der overlevede var kassevognen Talbot Express, der blev fremstillet i samarbejde med Fiat indtil 1994. 
PSA havde begrænset interesse i Chryslers lastbilsdivision og den tidligere fabrik, der fremstillede Commer/Dodge/Karrier, blev drevet i samarbejde med Renaults lastbilsdivision. PSA udfasede produktionen af Dodge (der blev solgt under Renault-mærket), fremstillede fabrikken motorer til Renaults lastbiler.
Fabrikken i Ryton samlede Peugeot 405 og andre Peugeot-modeller frem til 1998. Fabrikken i Ryton var dog lille og utidssvarende i forhold til PSA andre fabrikken i Europa og uden udvidelsesmuligheder og med for langt til motorsvejssystemerne, blev fabrikken endeligt nedlagt i december 2006 og produktionen flyttet til Slovakiet. Fabrikken var det sidste aktive del af det, der var tilbage af det gamle Rootes-imperium. 
Rettighederne til de tidligere bilmærker og modelnavne blev fordelt mellem Chrysler og PSA. Peugeot har ved enkelte lejligheder benyttet de gamle Rootes modelnavne "Minx", "Rapier" og "Sceptre" og Chrysler har brugt "Avenger" på Dodge Avenger. Med fusionen af PSA og FCA (Fiat-Chrysler) i 2021 til Stellantis er resterne af Rootes igen blevet samlet under en fælles paraply.

## Mærker under Rootes
Rootes Group havde under sin levetid følgende mærker under sig:
- Commer
- Hillman
- Humber
- Karrier
- Singer
- Sunbeam
- Talbot (Darracq-Clement-Talbot)

Commer
Commer var en producent af varebiler, busser, lastbiler og militærkøretøjer og fremstillede også motorer. Rootes overtog Commer i 1931. 
Commer var grundlagt i 1905 som Commercial Cars Limited. De blev 1926 opkøbt af Humber Limited og skiftede derefter navn til Commer. Commer blev en del af Rootes, da Rootes købte 60% af Humber i 1931. MEd Chryslers overtagelse af Rootes, blev Commers lastbiler solgt under mærket Dodge. 
Hillman
Hillman blev grundlagt af The Hillman-Coatalen Company i 1907 og tog navnet The Hillman Motor Car Company i 1910. Selskabet havde hjemsted i Ryton-on-Dunsmore nær Coventry og havde oprindeligt fremstillet cykler. Rootes-brødrene overtog Hillman i 1928 og fusionerede i 1931 mærket ind under Humber Limited. Hillman fremstillede oprindelige større biler, men blev fra 1937 anvendt af Rootes Group til salg af de mindre biler i gruppen. 
Af de mere kendte modeller under Hillman mærker under Rootes gruppens ejerskab er Hillman Minx (1932–1970), Hillman Imp (1963–1976), Hillman Hunter (1966–1979) og Hillman Avenger (1970–1981)
Humber
Humber producerede cykler, motorcykler og biler. Virksomheden blev børsnoteret allerede i 1887. Rootes overtog 60% af Humber i 1931 og benyttede Humber som holdingselskab for Rootes Groups bilaktiviteter. 
Cykelproduktionen blev i 1932 solgt til Raleigh Bicycle Company og motorcykelproduktionen udfaset i 1930'erne. 
Humber fremstillede store og luksuriøse biler, herunder Super Sniper og Pullman, der blev benyttet af generaler, regeringschefer og kongelige. Andre Humber modeller under Rootes ejerskab var Humber Imperial (1938–1967), Humber Hawk (1945–1967) og Humber Sceptre (1961–1967,1967–1976). 
Karrier
Karrier begyndte i 1908 at fremstille motorkøretøjer i 1908 i Huddersfield og specialiserede sig i varevogne, små lastbiler, busser og trolleybusser. Selskabet blev børsnoteret i 1920. 
Selskabet blev i 1934 overtaget af Rootes, der benyttede mærket på lige fod med Rootes' øvrige mærker. Chrysler fasede mærket ud efter 1967 og mærket forsvandt i begyndelsen af 1970'erne.
Singer
Singer Motors Limited blev oprindeligt grundlagt som en cykelproducent i 1874 i Coventry. 
Singer Motors begyndte i 1902 at fremstille biler, den første bil en tre-hjulet 2,5 hk "Voiturette". William Rootes stod i lære hos Singer og senere begyndte Rootes Group af forhandle Singers modeller. Singer blev et succesfuldt mære, og Rootes Group købte Singer i 1956. 
Rootes benyttede Singer-mærket til at sælge Rootes' øvrige modeller, blot i særlige Singer-varianter. Singer-mærket var under Rootes en lidt mere prestigefuldt udgave af Hillman. 
Efter Chryslers overtagelse udgik mærket. Den sidste Singer var en variant af Hillman Imp, solgt som Singer Chamois.
Sunbeam
Sunbeam-navnet opstod i 1888, da virksomheden blev grundlagt som producent af cykler i Wolverhampton i The Midlands. Produktion af biler begyndte i 1901 og i 1905 blev produktionen af biler udskilt i et selvstændigt selskab, Sunbeam Motor Car Company Limited in 1905. Under 1. verdenskrig fremstillede Sunbeam også flymotorer og fly. 
Sunbeam Motor Car Company Limited blev i juni 1920 købt af Alexandre Darracq og indgik herefter i firmaet Sunbeam-Talbot-Darracq Motors Limited (STD). STD producerede biler i Wolverhampton, London og Paris under hvert sit navn.  Sunbeams erfaring indenfor produktion af kraftige motorer fik Sunbeam ind i motorsport, hvor Sunbeam fejrede flere successer. 
Aktiviteterne indenfor motorsport førte imidlertid til tab, og i 1934 gik STD konkurs. Rootes købte de britiske aktiviteter ud af konkursboet. Sunbeams modelprogram var forældet, og bortset fra produktion af Sunbeams trolleybusser, blev alle Sunbeams tidligere modeller opgiver af Rootes Group. Rootes ville i stedet benytte Sunbeam som mærke for salg af luksusbiler, men allerede i 1938 besluttede Rootes i stedet af bruge Sunbeam-navnet som en del af det eksisterende Talbot-mærke, der herefter blev solgt som Sunbeam-Talbot. I 1954 opgav Rootes navnet Talbot, og bilerne blev herefter solgt kun under navnet Sunbeam.
Sunbeam blev benyttet som mærke frem til 1976. Herefter blev navnet anvendt som navn for Chrysler Sunbeam fra 1977 til 1979, og herefter fra 1979-81 som Talbot Sunbeam efter at PSA havde overtaget Chrysler Europe. 
Kendte Sunbeam-modeller var Sunbeam Alpine, Sunbeam Tiger og Sunbeam Rapier.
Talbot (Darracq-Clement-Talbot)
Talbot-mærket blev etableret i 1903 som den britiske køretøjsimportør Clément-Talbot Limited. Selskabet blev stiftet af blandt andre englænderen Charles Chetwynd-Talbot og den franske bilfabrikant Adolphe Clément og en række andre franskmænd. Firmaet importerede oprindeligt Cléments biler, men etablerede hurtigt en samlefabrik i Storbritannien. Bilerne solgtes under Talbot-mærket. Clément-Talbot Limited blev i 1919 solgt ind i det franske selskab A. Darracq & Cie med hovedsæde i Suresnes lidt udenfor Paris. A. Darracq & Cie var oprindeligt stiftet af franskmanden Alexandre Darracq, der havde fremstillet cykler, indtil han i 1896 afhændede cykelproduktionen og i stedet anlagde bilfabrikken A. Darracq & Cie. På trods af, at fransk bilproduktion på daværende tidspunkt var førende i verden, havde den franske regering eksportrestriktioner for bilindustrien, hvorfor Darracq lod stifte et britisk selskab, der kunne stå for produktion i Storbritannien. 
Det britiske Darracq Motor Engineering Company Limited blev i 1919 fusioneret med Clément Talbot Motor Works og blev til Talbot-Darracq. I 1920 overtog Talbot-Darracq Sunbeam og det nye fælles selskab tog navnet Sunbeam-Talbot-Darracq Motors Limited (STD). STD fortsatte med at anvende Talbot-navnet. Darracqs navn blev i 1922 fjernet fra alle produkter, og de franske aktiviteter blev drevet som Automobiles Talbot, og bilerne solgt som Talbot. Da Rootes Group overtog konkursboet efter STD i 1935 og mærkerne Sunbeam og Talbot, fortsatte Rootes med navnet Talbot som et selvstændigt mærke. I 1938 tog Rootes Sunbeam-navnet i brug som en del af det nye mærke Sunbeam-Talbot.   
STD's franske aktiviteter blev købt af Simca og senere genforenet med de britiske aktiviteter, da Chrysler overtog Rootes og Simca.